# Ergebnisse der Kommunalwahlen in Aschaffenburg
In den folgenden Listen werden die Ergebnisse der Kommunalwahlen in Aschaffenburg aufgelistet. Es werden die Ergebnisse der Stadtratswahlen seit 1996 angegeben.
Es werden nur diejenigen Parteien und Wählergruppen aufgelistet, die bei wenigstens einer Wahl mindestens zwei Prozent der gültigen Stimmen erhalten haben. Bei mehrmaligem Überschreiten dieser Grenze werden auch Ergebnisse ab einem Prozent aufgeführt.

## Parteien
- CSU: Christlich-Soziale Union in Bayern
- FDP: Freie Demokratische Partei
- Grüne: Bündnis 90/Die Grünen
- ÖDP: Ökologisch-Demokratische Partei
- REP: Die Republikaner
- SPD: Sozialdemokratische Partei Deutschlands

## Wählergruppen
- KI: Kommunale Initiative
- UBV: Unabhängige Bürgervertretung

## Abkürzungen
- Sonst.: Sonstige
- unbek.: unbekannt
- Wbt.: Wahlbeteiligung

## Stadtratswahlen
Stimmenanteile der Parteien in Prozent
| Jahr | Wbt.   | CSU  | SPD  | Grüne | UBV  | KI   | FDP  | ÖDP | AfD | Sonst. |
| ---- | ------ | ---- | ---- | ----- | ---- | ---- | ---- | --- | --- | ------ |
| 1996 | unbek. | 40,0 | 32,5 | 8,8   | 11,4 | 2,8  | 2,6  | -   | -   | 11,91  |
| 2002 | 47,7   | 42,0 | 37,3 | 6,9   | 6,8  | 3,0  | 3,9  | -   | -   | -      |
| 2008 | 40,8   | 39,1 | 32,2 | 10,5  | 7,6  | 4,8  | 5,8  | -   | -   | -      |
| 2014 | 37,1   | 35,2 | 31,8 | 14,5  | 6,0  | 4,94 | 4,93 | 2,6 | -   | -      |
| 2020 | 47,8   | 30,4 | 27,1 | 20,9  | 2,8  | 3,8  | 5,1  | 4,7 | 5,4 | -      |

Fußnoten
1 1996: REP: 1,9 %
Sitzverteilung
Die folgende Aufstellung gibt die Sitzverteilung an, die sich aus dem jeweiligen Wahlergebnis ergeben hat.
| Jahr | Gesamt | CSU | SPD | Grüne | UBV | KI | FDP | ÖDP | AfD |
| ---- | ------ | --- | --- | ----- | --- | -- | --- | --- | --- |
| 1996 | 441    | 18  | 15  | 4     | 5   | 1  | 1   | -   | -   |
| 2002 | 441    | 19  | 17  | 3     | 3   | 1  | 1   | -   | -   |
| 2008 | 441    | 17  | 14  | 5     | 3   | 2  | 3   | -   | -   |
| 2014 | 441    | 16  | 14  | 6     | 3   | 2  | 2   | 1   | -   |
| 2020 | 441    | 14  | 12  | 9     | 1   | 2  | 2   | 2   | 2   |

Fußnoten
1 Dem Gremium „Stadtrat“ gehört neben den Stadträten auch noch der Oberbürgermeister an. Er wird in der Tabelle nicht mitgezählt.